# LulzSec
LulzSec, celým jménem Lulz Security byla hacktivistická komunita programátorů a internetových hackerů, která v minulosti potvrdila svou účast v několika významných útocích na stránky CIA, získání informací o uživatelských účtech Sony Pictures (2011) a obviněných z útoků na Portugalskou národní banku a několik dalších internetových zločinů. Po boku Anonymous a několika dalších slavných komunit tvořili do svého konce jedny z největších a nejobávanějších hackivistických skupin světa. Jejich logem se stal gentleman s monoklem, černým cylindrem a sklenicí vína. Byli rozpuštěni a odsouzeni poté, co je udal bývalý lídr Hector Monsegur – konkrétně 28. června 2011.

## Zrod
Minulost Lulzsec není příliš prozkoumaná, přesto se většina obžaloby proti této komunitě shoduje na tom, že šest z devíti zakladatelů již v minulosti spolupracovalo na hackivistických aktivitách pod jménem IRC sítě Internet Feds, což je skupina, která v minulosti vystupovala jako součást Anonymous. Pod tímto názvem skupina útočila na weby společností Fine Gael, HBGary a velkým Fox Broadcasting Company. Po útocích se skupina přesunula na jiné IRC sítě (Command, Payback, HQ). Po vyzrazení identit zhruba 70 členů Anonymous (většina jmen na seznamu byla chybná) skupinou Backtrace Security se drtivá většina uživatelů sítě Anonops stáhla do ústraní z obavy před policií a před útoky jiných hackerů. Zhruba v květnu 2011 Tolpiary a Sabu dostali nápad založit skupinu, kde by mohli pokračovat v hacktivismu a zároveň nepoškodit pověst Anonymous, která tou dobou byla značně pošramocená. Začali shánět hackery, kteří se účastnili útoku na HBGary a založili skupinu Lulz Security. První zaznamenaný útok nově vzniklých LulzSec byl proti webu Fox.com. Přihlásili se k odpovědnosti za únik informací – včetně změny profilů, oznámení hesel veřejnosti a únik databáze soutěžících X Factor.

## Význam
Jméno LulzSec je složeninou neologismu LOL, používaného na internetu jako ukázku smíchu ("lulz" znamená smát se na cizí účet) a anglické slovo Security – bezpečí. První výskyt slova "lulz" byl zaznamenán na stránkách 4chan.org v sekci /b/. Při svých útocích za sebou zanechávali odkazy na internetové memy, thready na stránce 4chan.org a posměšné zprávy pro majitele napadených internetových serverů.

## Členové
Sabu – Jeden ze zakladatelů skupiny, který, jak se zdálo, funguje jako jakýsi vůdce skupiny, Sabu často rozhodoval, na jaké cíle zaútočit dále a kdo se těchto útoků může účastnit. Možná byl součástí skupiny Anonymous, která hacknula HBGary. Různé pokusy o odhalení jeho skutečné identity tvrdily, že je konzultantem v oblasti informačních technologií s nejsilnějšími hackerskými dovednostmi ve skupině a se znalostí programovacího jazyka Python. Předpokládalo se, že Sabu byl zapojen do mediálního rozhořčení roku 2010 pomocí skype „anonymous.sabu“. Sabu byl zatčen v červnu 2011 a identifikován jako 29letý nezaměstnaný muž z newyorské Lower East Side. Dne 15. srpna se přiznal k několika obviněním z hackerství a souhlasil se spoluprací s FBI. Během následujících sedmi měsíců úspěšně demaskoval ostatní členy skupiny. Sabu identifikovala společnost Backtrace Security jako Hectora Montsegura dne 11. března 2011 v publikaci PDF s názvem „Namshub“.
Topiary – Topiary byl také podezřelým bývalým členem Anonymous, kde se věnoval styku s médii, včetně hackování webových stránek baptistické církve Westboro během živého rozhovoru. Topiary provozoval Twitter účet LulzSec každý den; po oznámení rozpuštění LulzSec smazal všechny příspěvky na své stránce na Twitteru, kromě jednoho, který uváděl: „Nemůžete zatknout nápad“. Dne 27. července 2011 policie zatkla muže ze Shetlandy ve Velké Británii, který byl podezřelý jako Topiary. Muž byl později identifikován jako Jake Davis a byl obviněn z pěti případů, včetně neoprávněného přístupu k počítači a spiknutí. Dne 6. března 2012 byl obžalován z obvinění ze spiknutí.
Kayla/KMS – Pravým jménem Ryan Ackroyd byl další z členů, sám sebe v chatovacích protokolech LulzSec identifikoval jako "shockofgod". Údajně vlastnil botnet používaný skupinou při distribuovaných útocích typu DoS. Botnet údajně sestával z přibližně 800 000 infikovaných počítačových serverů.
Tflow – Pravým jménem Mustafa Al-Bassam, čtvrtý zakládající člen. Měl na starosti údržbu webových stránek LulzSec a proslavil se svými podvody na PayPal.
Avunit – Jeden z členů, který nikdy nebyl identifikován. Nepatřil k zakládajícím členům skupiny, LulzSec opustil poté, co projevili svůj odpor vůči FBI.
Pwnsauce – Pwnsauce se ke skupině připojil přibližně ve stejnou dobu jako Avunit a stal se jedním z jejích hlavních členů. Byl identifikován jako Darren Martyn z Irska a dne 6. března 2012 byl obžalován z obvinění ze spiknutí.
Palladium – identifikován jako Donncha O'Cearbhaill z Irska, byl obžalován ze spiknutí dne 6. března 2012.
Anarchaos – identifikován jako Jeremy Hammond z Chicaga, byl zatčen za podvod s přístupovým zařízením a poplatky za hackerství. V prosinci 2011 byl také obviněn z hackerského útoku na americkou bezpečnostní společnost Stratfor. Říká se o něm, že je členem Anonymous.
Ostatní členové (nejsou vypsáni) jsou buďto bezvýznamní, nebo nebyli identifikováni.